# Ямалтдинов, Фидус Аглямович
Ямалтдинов Фидус Аглямович (4 января 1953 — Дюртюлинский район Республики Башкортостан) — государственный деятель.

## Биография
Ямалтдинов Фидус Аглямович родился 4 января 1953 в Дюртюлинском районе Башкирской АССР. Окончил школу-восьмилетку в селе Ново-Султанбеково Дюртюлинского района в 1968 году, в том же году поступил в Уфимский авиационный техникум, выпустился в 1972 году. После окончания техникума до 1974 года служил в Советской армии.

### Трудовая деятельность
Отслужив, в 1974 году работал наладчиком трубопроводного цеха Уфимского моторостроительного завода. Желая получить высшее образование, в 1974 году поступает в Уфимский авиационный институт. В период с 1980 по 1981 инженер-регулировщик Уфимского агрегатного производственного объединения, а в 1981—1983 года — инженер-регулировщик экспериментального цеха, старший мастер Уфимского агрегатного конструкторского бюро «Молния». Далее три года работает инструктором, который заведует промышленно-транспортным отделом Ленинского РК КПСС.
В 1986 году избирается председателем исполкома Ленинского районного Совета народных депутатов г. Уфы. С 1991 по 1992 года заместитель председателя исполкома Уфимского городского Совета народных депутатов — начальник управления коммунального хозяйства. С 1992 года является первым заместителем главы администрации г. Уфы. С 1995 до 2000 годов — глава администрации Уфы, председатель Уфимского городского Совета. В 2000 году становится заместителем Премьер-министра Республики Башкортостана. С 2003 — заместитель Премьер-министра Правительства Республики Башкортостан — министр труда и социальной защиты населения Республики Башкортостан. С 2010 по 2012 — Заместитель Премьер-министра Правительства Республики Башкортостан. С октября 2012 года заместитель Руководителя Администрации Президента Республики Башкортостан.

## Награды и звания
- Орден Дружбы
- Орден Салавата Юлаева
- Орден «За заслуги перед Республикой Башкортостан»
- Заслуженный строитель Республики Башкортостан (2002)
- Почётный работник Министерства труда Российской Федерации
- Почётное звание «Заслуженный строитель Республики Башкортостан»
- Нагрудный знак «Почётный работник Минтруда России»
- Почётная грамота Республики Башкортостан
- Почётная грамота Республики Ингушетия